# Thalamoporella stapifera
Thalamoporella stapifera is een mosdiertjessoort uit de familie van de Thalamoporellidae. De wetenschappelijke naam van de soort is voor het eerst geldig gepubliceerd in 1909 door Levinsen.